# Albert Michiels (piłkarz)
Albert Michiels (ur. 14 marca 1939 w Zele) – belgijski piłkarz grający na pozycji pomocnika. Był reprezentantem Belgii.

## Kariera klubowa
Swoją karierę piłkarską Michiels rozpoczął w klubie SK Zele, w którym zadebiutował w sezonie 1958/1959. W 1959 przeszedł do drugoligowego CS Brugeois, z którym w sezonie 1960/1961 awansował do pierwszej ligi. W latach 1962–1968 grał w klubie Beerschot VAC. W latach 1968–1970 był zawodnikiem Royalu Antwerp FC. Z kolei w latach 1970-1972 występował w K Sint-Niklase SKE, w którym zakończył karierę.

## Kariera reprezentacyjna
W reprezentacji Belgii Michiels zadebiutował 27 października 1965 w wygranym 5:0 meczu eliminacji do MŚ 1966 z Bułgarią, rozegranym w Anderlechcie. Od 1965 do 1966 rozegrał w kadrze narodowej 4 mecze.